# Hietajärvi (sjö i S:t Michel, Södra Savolax, 61,73 N, 27,26 Ö)
Hietajärvi är en sjö i kommunen S:t Michel i landskapet Södra Savolax i Finland. Sjön ligger 104,8 meter över havet. Arean är 63 hektar och strandlinjen är 5,35 kilometer lång. Sjön  ingår i Vuoksens huvudavrinningsområde.   Den ligger nära S:t Michel och omkring 210 kilometer nordöst om Helsingfors. 